# Кам Жиганде
Кам Џослин Жиганде (енгл. Cam Joslin Gigandet, IPA: , рођен 16. августа 1982. у Такоми, Вашингтон, САД) је амерички глумац, најпознатији по улози вампира Џејмса у серијалу Сумрак.